# Berrias-et-Casteljau

Berrias-et-Casteljau este o comună în departamentul Ardèche din sud-estul Franței. În 1 ianuarie 2022 avea o populație de 779 de locuitori.